# Bensinstationen i Mörarp
Bensinstationen i Mörarp är ett byggnadsminne i Mörarp i Helsingborgs kommun.

## Beskrivning
Bensinstationen i Mörarp uppfördes 1936–1937 vid dåvarande Riksväg 2 av Texaco och förestods av Carl Westberg. Den hade också en fordonsverkstad. Stationen sålde bensin fram till 1970-talet, flertalet år under varumärket Texaco, men åren 1946–1967 under varumärket Caltex. Stationen låg, när den byggdes, vid stora vägen mellan Göteborg och Malmö, men hamnade vid sidan av när Riksväg 2 fick en ny sträckning några kilometer öster om Mörarp på 1960-talet. Carl Westberg fortsatte att driva verksamheten till 1981.
Byggnaden är putsad med vit färg och har ett pulpettak över bränslepumparna som bärs av två kraftiga pelare. Skärmtaket är papptäckt och har en grönmålad sarg av trä. Byggnaden restaurerades omkring 2000. Fönster och dörrar är målade i grönt. Interiört är byggnaden i stort sett restaurerad till samma utseende som den hade mot slutet av 1940-talet.
Byggnaden förklarades som byggnadsminne av Länsstyrelsen i Skåne län i oktober 2017.

## Bildgalleri

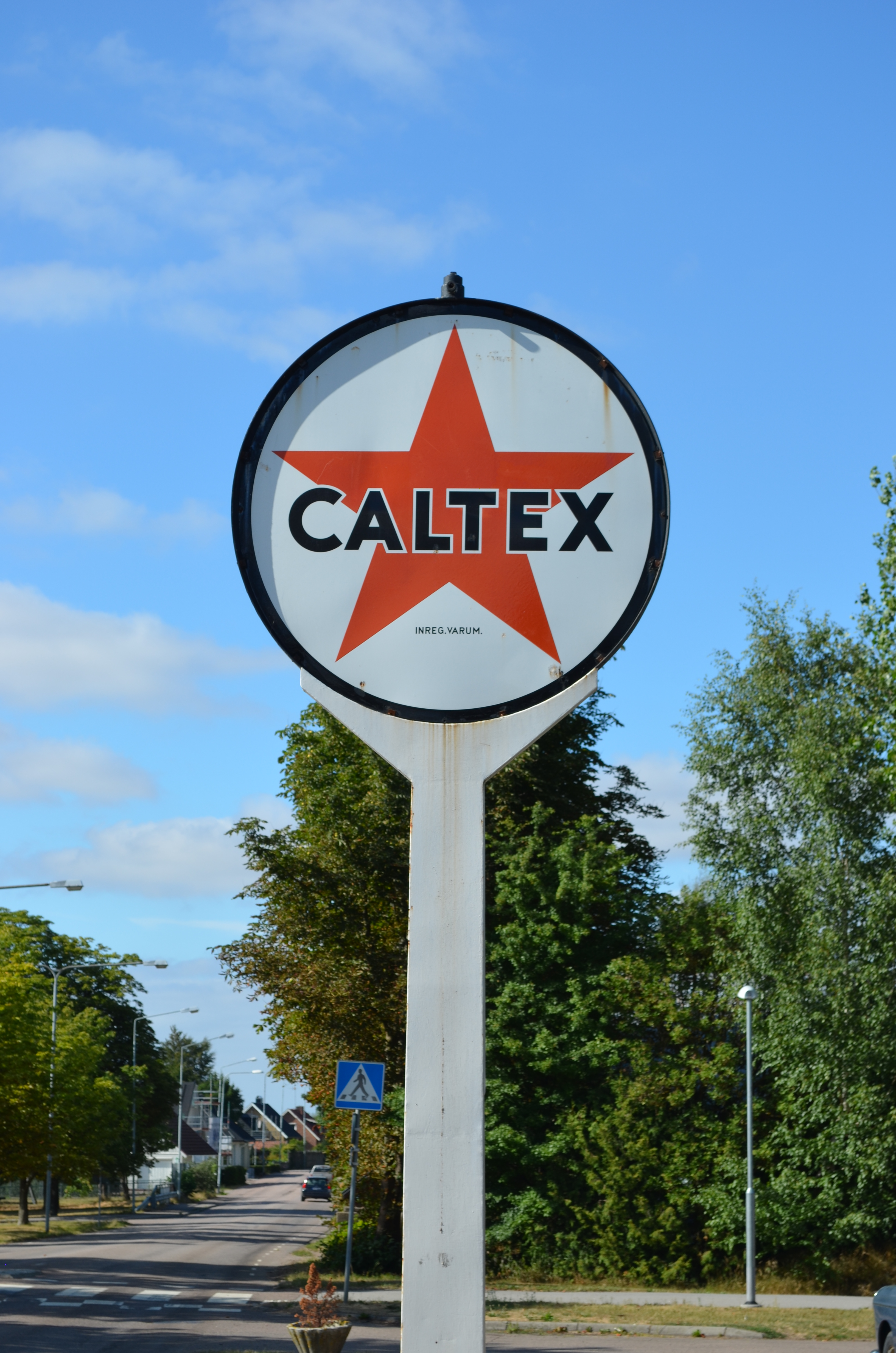
Caltex-skylten.
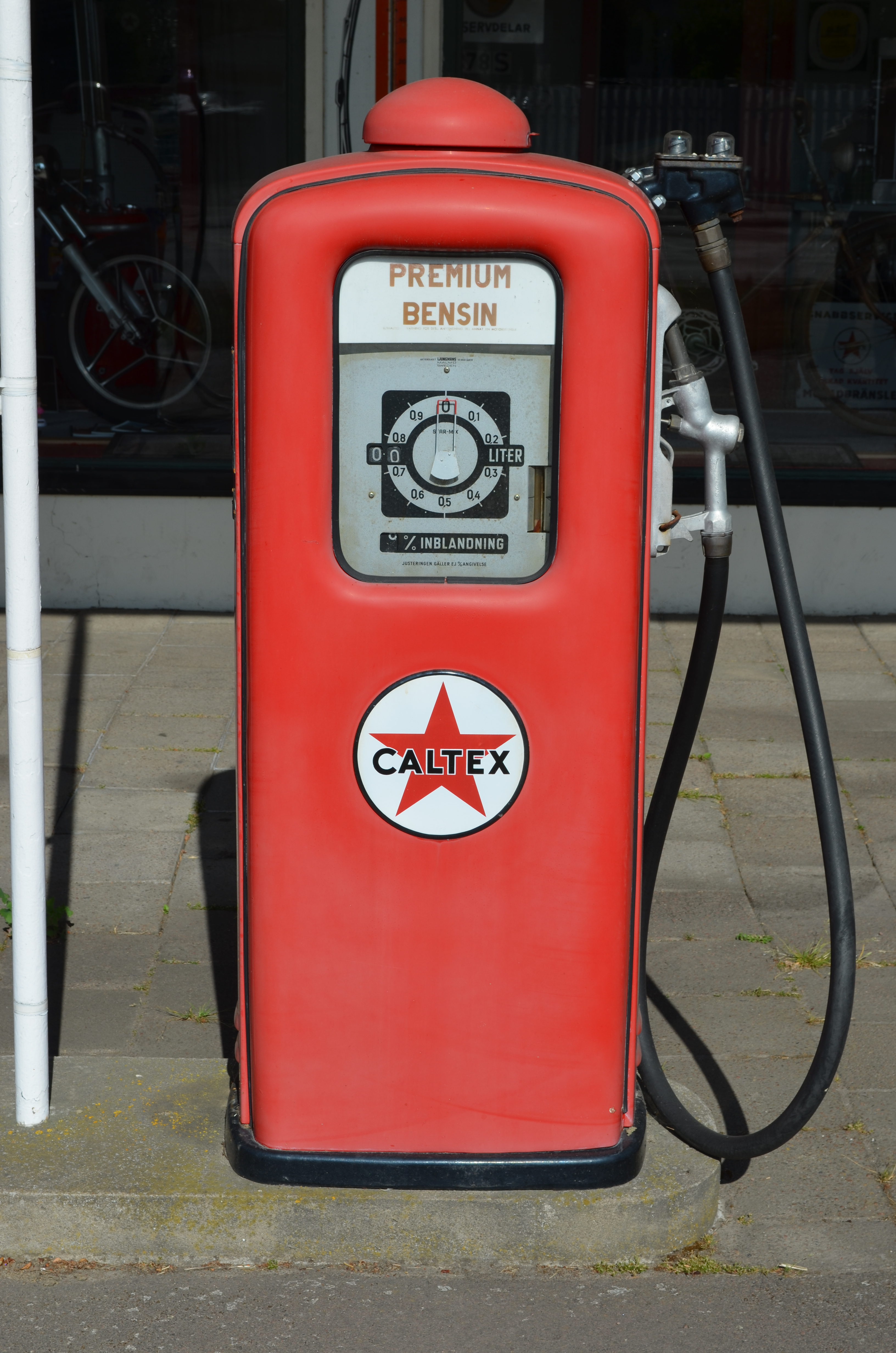
Bensinpump.
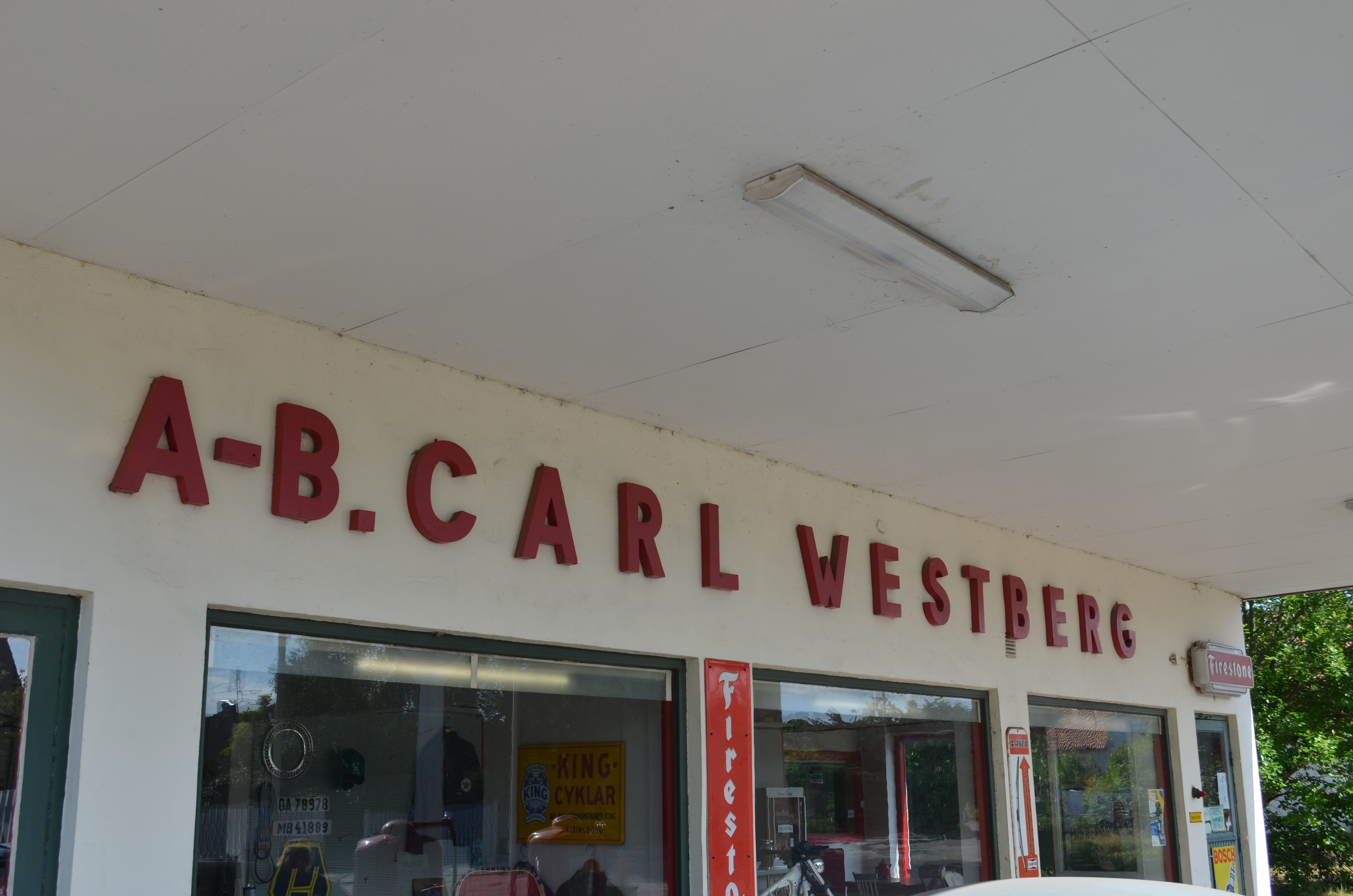
Fasadtexten "A-B. Carl Westberg".